# Cronologia de acidentes e incidentes da aviação militar
Esta é a cronologia de acidentes e incidentes da aviação militar.

## Década de 1980
- 28 de agosto de 1988: A colisão com três caças da Força Aérea Italiana durante a exibição aérea, realizada na Base Aérea norte-americana de Ramstein no estado da Renânia-Palatinado, na Alemanha Ocidental, mata 70 pessoas, entre eles três pilotos e 67 espectadores.[1]

## Década de 2010
- 26 de janeiro de 2015: Um caça F-16 Fighting Falcon da Força Aérea Grega cai na Base Aérea de Los Llanos, em Albacete, na Espanha, matando 11 pessoas.[2]
- 30 de maio de 2015: Um Hercules C-130 da Força Aérea da Indonésia cai em uma área residencial de Medan, na ilha de Sumatra, pouco depois da decolagem, matando 141 pessoas.[3]
- 24 de novembro de 2015: Um caça F-16 da Força Aérea Turca abate um Sukhoi Su-24 da Força Aérea Russa, perto da fronteira entre a Síria e a Turquia.[4]

## Década de 2020
- 12 de julho de 2024: Um jato de guerra das Forças Armadas da Polônia cai durante os exercícios militares em uma base militar da cidade de Gdynia, na costa báltica da Polônia. A aeronave perde controle e explode ao se chocar com o solo. O piloto morre por conta de ferimentos após conseguir se ejetar da aeronave antes da queda.[5]